# Jarlshof
Jarlshof és el centre arqueològic prehistòric més conegut de Shetland, Escòcia. Està situat prop de la costa sud de l'illa Mainland, a prop dels assentaments de Sumburgh i Grutness.
Els edificis conservats inclouen restes d'una forja de l'edat del bronze, un "broch" (torre circular de pedra) de l'edat de ferro i diverses cases, cases pictes, edificis vikings i un mas medieval. També s'hi troben una mansió del segle xvii, la qual en Walter Scott va batejar Jarlshof a la seva novel·la "El Pirata". La resta de l'emplaçament no va ser descoberta fins a finals del segle xix.